# Hiptage
A Hiptage a Malpighiales rendjébe és a malpighicserjefélék (Malpighiaceae) családjába tartozó nemzetség.

## Rendszerezés
A nemzetségbe az alábbi 13 faj tartozik:
- Hiptage acuminata Wall. ex A. Juss.
- Hiptage benghalensis (L.) Kurz
- Hiptage candicans Hook. f.
- Hiptage fraxinifolia F.N. Wei
- Hiptage lanceolata Arènes
- Hiptage leptophylla Hayata
- Hiptage luodianensis S.K. Chen
- Hiptage minor Dunn
- Hiptage multiflora F.N. Wei
- Hiptage myrtifolia A.Gray
- Hiptage sericea Hook. f.
- Hiptage tianyangensis F.N. Wei
- Hiptage yunnanensis C.C. Huang ex S.K. Chen

## Források

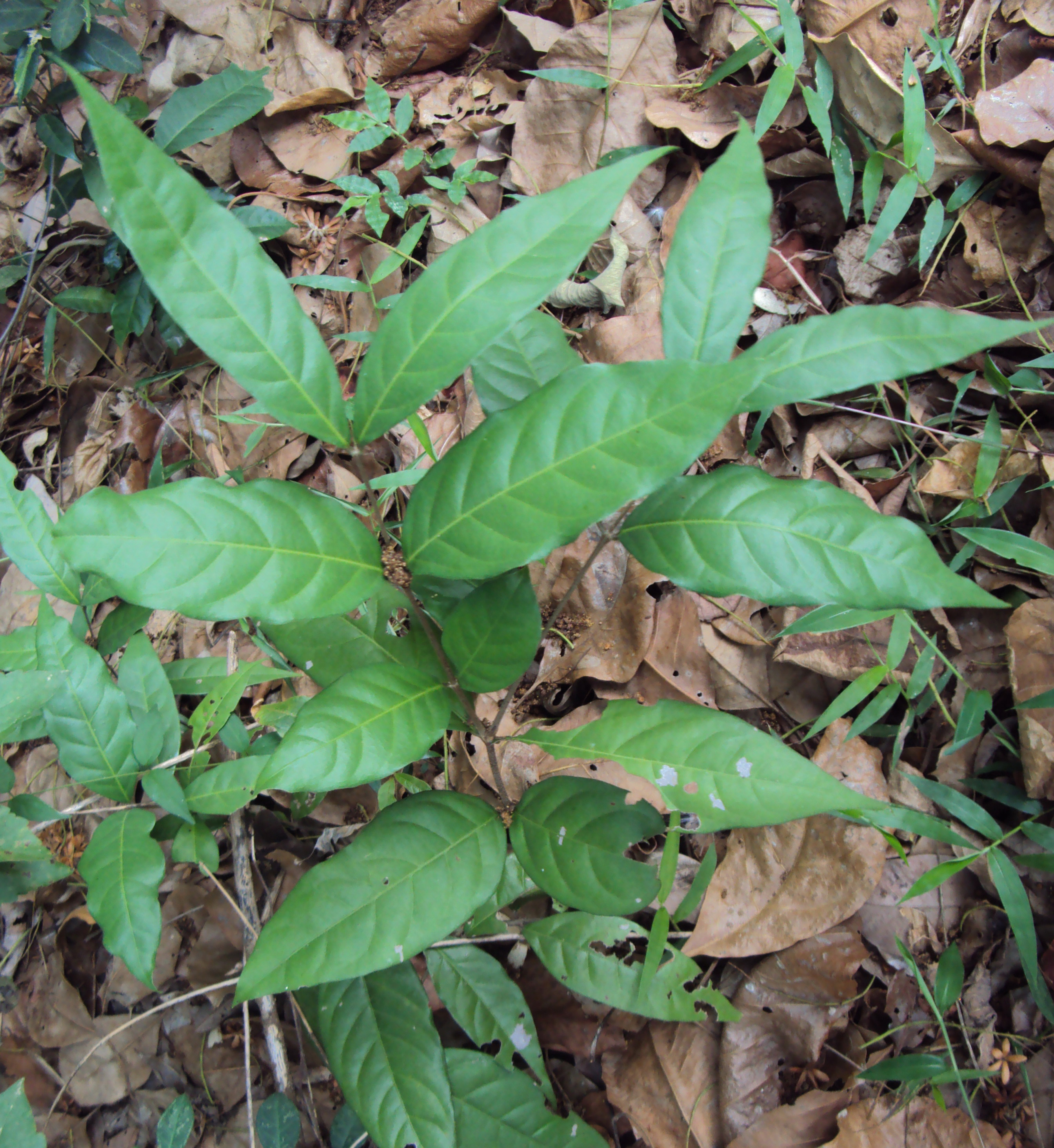
Fiatal Hiptage benghalensis